# 尼崎市立小園小学校
尼崎市立小園小学校（あまがさきしりつ おぞのしょうがっこう）は、兵庫県尼崎市若王寺にある公立小学校。2013年（平成25年）5月1日現在の児童数は624名である。

## 沿革
- 1968年（昭和43年）4月1日 - 尼崎市立小園小学校開校。

## 進路状況
ほとんどの児童は尼崎市立小園中学校へ進学するが、国私立中学校へ進学する児童もいる。

## 著名な出身者
- 歳内宏明（プロ野球選手・投手、阪神タイガース）

## 通学区域が隣接している学校
- 尼崎市立園田南小学校
- 尼崎市立下坂部小学校
- 尼崎市立浜小学校
- 尼崎市立園田東小学校
- 尼崎市立園和小学校